# Hydrillodes flavimacula
Hydrillodes flavimacula là một loài bướm đêm trong họ Noctuidae.